# Aedes bananea
Aedes bananea är en tvåvingeart som beskrevs av Wolfs 1958. Aedes bananea ingår i släktet Aedes och familjen stickmyggor. Inga underarter finns listade i Catalogue of Life.